# George Grey
George Edward Grey (Lisbona, 14 aprile 1812 – Londra, 19 settembre 1898) è stato un politico ed esploratore britannico.

## Biografia
Militare di carriera, negli anni 1830 guidò alcune spedizioni esplorative nell'Australia settentrionale e occidentale. Dal 1841 al 1845 fu governatore dell'Australia Meridionale; in seguito ricoprì per due mandati (1845-1853 e 1861-1868) l'incarico di governatore della Nuova Zelanda. Tra i due mandati, tra il 1854 e il 1861, fu governatore della Colonia del Capo, mentre dal 1877 al 1879 fu primo ministro della Nuova Zelanda.
Probabile massone, ha dato un grande contributo alla colonizzazione del Sud-Africa e ha placato la ribellione dei Maori in Nuova Zelanda. Nel 1850 è stato promotore dell'Apartheid. Nel 1862 Grey acquistò l'isola di Kawau, ex sede di miniere di rame, trasformandola in un parco botanico e zoologico.